# Lipovské upolínové louky
Lipovské upolínové louky je přírodní rezervace ve správních územích obcí Lipová a Brodek u Konice v okrese Prostějov. Rozkládá se na 6,3 ha v úzké nivě kolem říčky Okluka. Jedná se o vlhké až podmáčené louky, které byly pouze minimálně zasaženy odvodňovací činností, a jsou tak jedním z nejdochovalejších exemplářů mokřadních luk na Drahanské vrchovině. Oblast spravuje Krajský úřad Olomouckého kraje.

## Ochrana
Důvodem ochrany je společenství luk vlhkomilného a mokřadního charakteru.
V rezervaci roste zejména upolín nejvyšší (Trollius altissimus) a další vzácné rostliny.
Ochranné pásmo se rozkládá v okruhu 50 metrů od hranic přírodní rezervace.
Polovina luk je pravidelně jednou ročně kosena členy Českého svazu ochránců přírody, díky čemuž se daří lokalitu ochránit před expanzivními druhy. Kosení neprobíhá na vymezených prostranstvích.

## Flóra

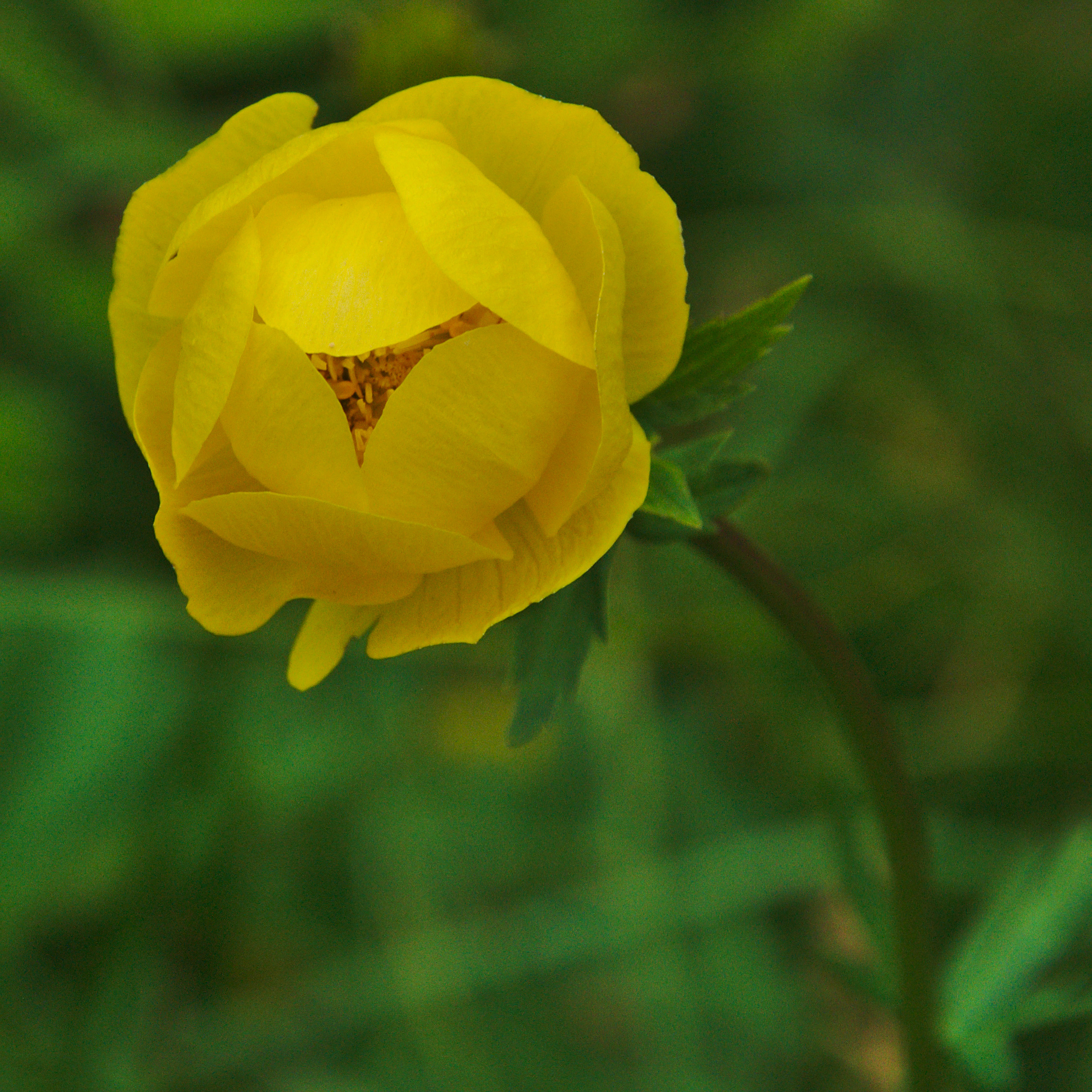
Kvetoucí upolín v lokalitě

Oblast patří do 5. jedlobukového vegetačního stupně.
Břehové porosty jsou tvořeny olší lepkavou (Alnus glutinosa).
Vegetace je složena ponejvíce společenstvým vlhkých pcháčových luk svazu Calthion, které charakterizují pcháč potoční (Cirsium rivulare), psárka luční (Alopecurus pratensis), medyněk vlnatý (Holcus lanatus), děhel lesní (Angelica sylvestris), rdesno hadí kořen (Bistorta officinalis) a pryskyřník zlatožlutý (Ranunculus auricomus).
Z chráněných rostlin se na lokalitě vyskytuje prstnatec májový (Dactylorhiza majalis), zvonečník hlavatý (Phyteuma orbiculare) či upolín nejvyšší, z ohrožených druhů rostlin například ostřice odchylná (Carex appropinquata), suchopýr úzkolistý (Eriophorum angustifolium), vrba rozmarýnolistá (Salix rosmarinifolia), kozlík dvoudomý (Valeriana dioica), ostřice příbuzná, řebříček bertrám (Achillea ptarmica), starček potoční (Tephroseris crispa), rozrazil štítkový či vítod ostrokřídlý (Polygala multicaulis).
Z mechů byl zaznamenán výskyt chráněného druhu rokyt luční (Hypnum pratense) či méně častá měchýřočepka hruškovitá (Physcomitrium pyriforme)
Na kůře vrb, například vrby rozmarýnolisté (Salix rosmarinifolia), se nalézá epifyt prstenatka plazivá (Platygyrium repens).
Z dalších druhů lze zmínit kadeřavec obecný (Ulota crispa) a bařinatku nažloutlou (Calliergon stramineum).

## Fauna

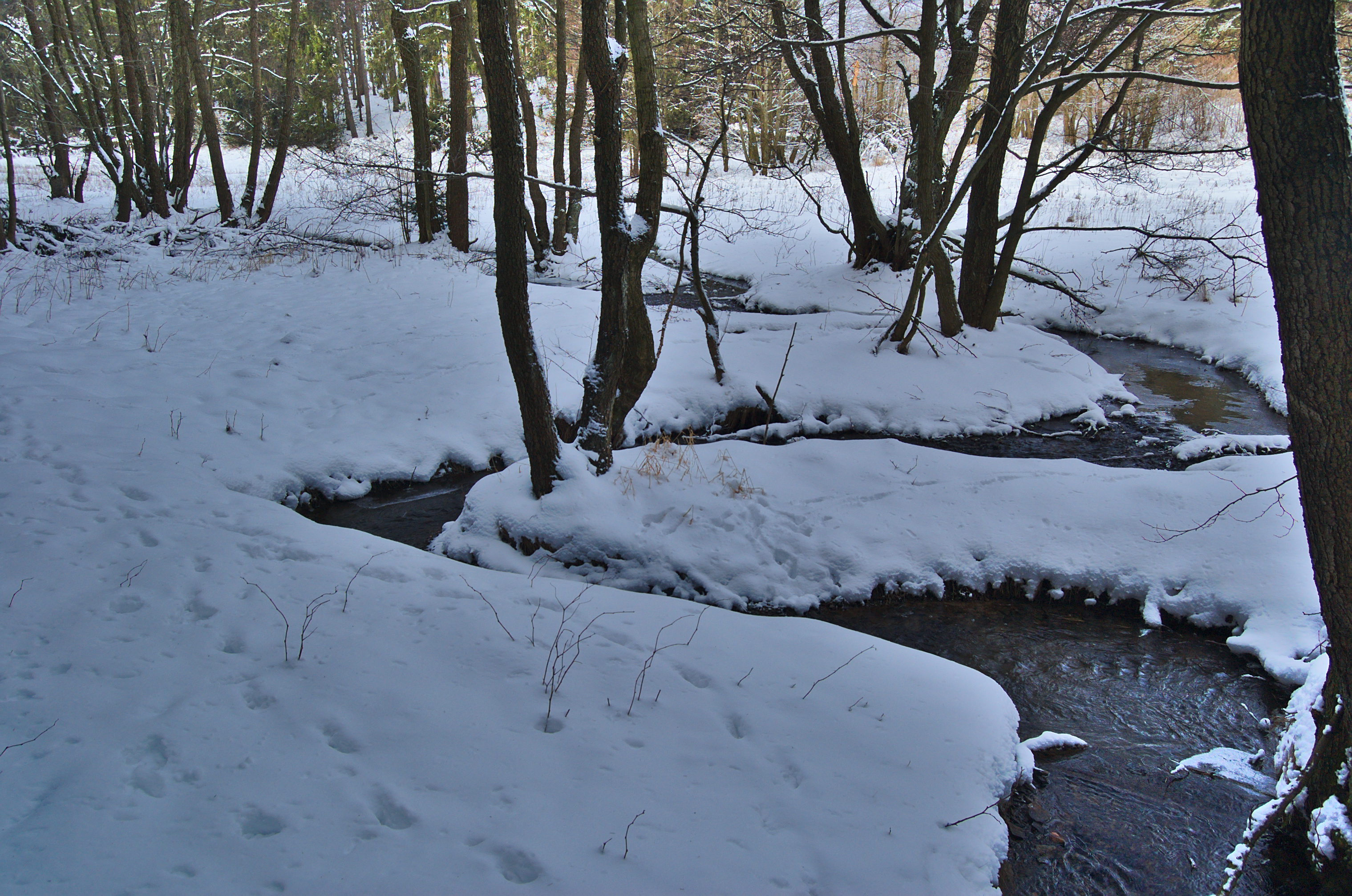
Okluka, biotop vranky obecné

Z motýlů se v lokalitě vyskytují ohniváček modrolemý (Lycaena hippothoe) a perleťovec kopřivový (Brenthis ino).
Na rozhraní lesa a louky a v její sušší části se vyskytují kobylka šedá (Platycleis albopunctata) a kobylka cvrčivá (Tettigonia cantans).
Z žab je v místě díky vysoké vlhkosti k vidění ropucha obecná (Bufo bufo) a pro svůj lov bývá lokalita vyhledávána jako loviště čápem černým (Ciconia nigra).
Z ptáků v lokalitě hnízdí chřástal polní (Crex crex) a bramborníček hnědý (Saxicola rubetra).
Z ryb se v potoce vyskytuje vranka obecná (Cottus gobio).

## Historie

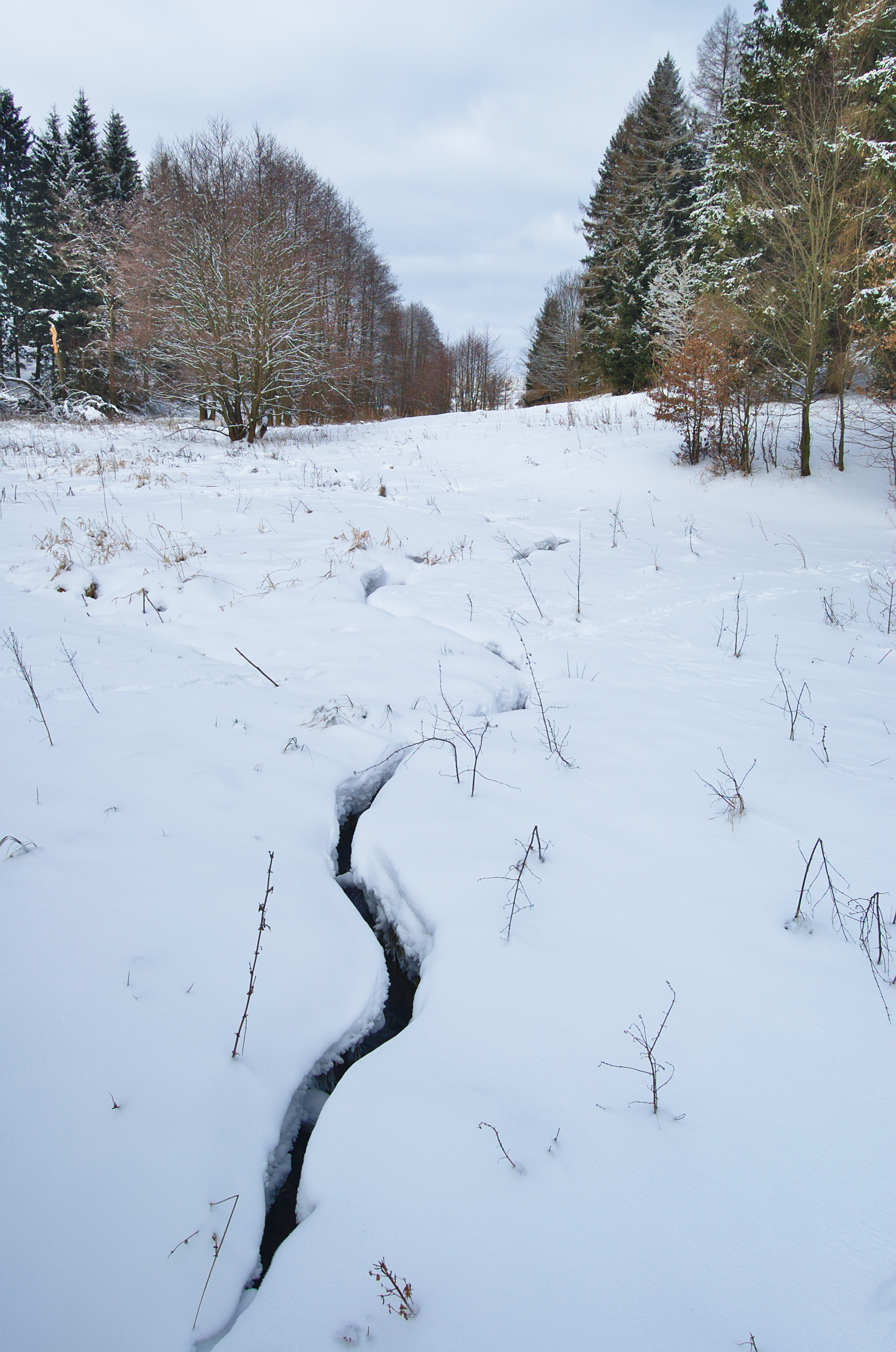
Údolí bezejmenného levostranného přítoku Okluky, které má být nově zahrnuto do přírodní rezervace

Lidská činnost se v minulosti na části luk minimalizovala, ovšem trend se mění a louky se tak vrací do svého polopřirozeného stavu.
Přírodní rezervace byla na území vyhlášena Okresním národním výborem v Prostějově 21. června 1990.
Dne 8. září 2015 byl podán návrh na zrušení a nové vyhlášení přírodní rezervace. Důvodem bylo zahrnutí biologicky bezcenných území v původních hranicích, především polí a monokulturních smrkových lesů, zahrnuty naopak nebyly jiné oblasti biologicky zvláště cenné s výskytem chráněných druhů rostlin, především pak údolí bezejmenného levostranného přítoku Okluky. Změna tak počítá s upravením hranic a rozšířením z 5,29 ha na 6,3 ha bez vyhlášeného ochranného pásma, které je tak automaticky stanoveno na 50m od hranic PR. Tato změna měla být dle předpokladu provedena ve třetím čtvrtletí roku 2016.

## Vodstvo
Oblast se nachází v údolí říčky Hloučela, v tomto místě zvaném Okluka. Nově vyhlášené území zahrnuje též údolí malého levostranného přítoku Okluky.
Území je silně podmáčené, na konci roku 2016 byly na několika místech uměle vytvořeny drobné tůně.

## Geologie
Podloží tvoří kulmské droby, jež jsou překryty půdní vrstvou fluviálních písčitojílovitých hlín, na kterých se vytvořily gleje.

## Turistika
Přírodní rezervací ani jejím okolím nevede žádná turistická značená trasa.
Po silnici Lipová – Horní Štěpánov kopírující hřeben nad údolím je vedena cyklotrasa 5039, která se vzdušnou čarou přibližuje až na vzdálenost cca 150 metrů (400 metrů po lesní a polní cestě, po níž vede pro návštěvníky nejlepší přístup).
V jihovýchodní části chráněného území je nainstalována informační tabule s popisem chráněných druhů, důvodu ochrany a informace o výskytu živočichů v lokalitě.

## Fotogalerie

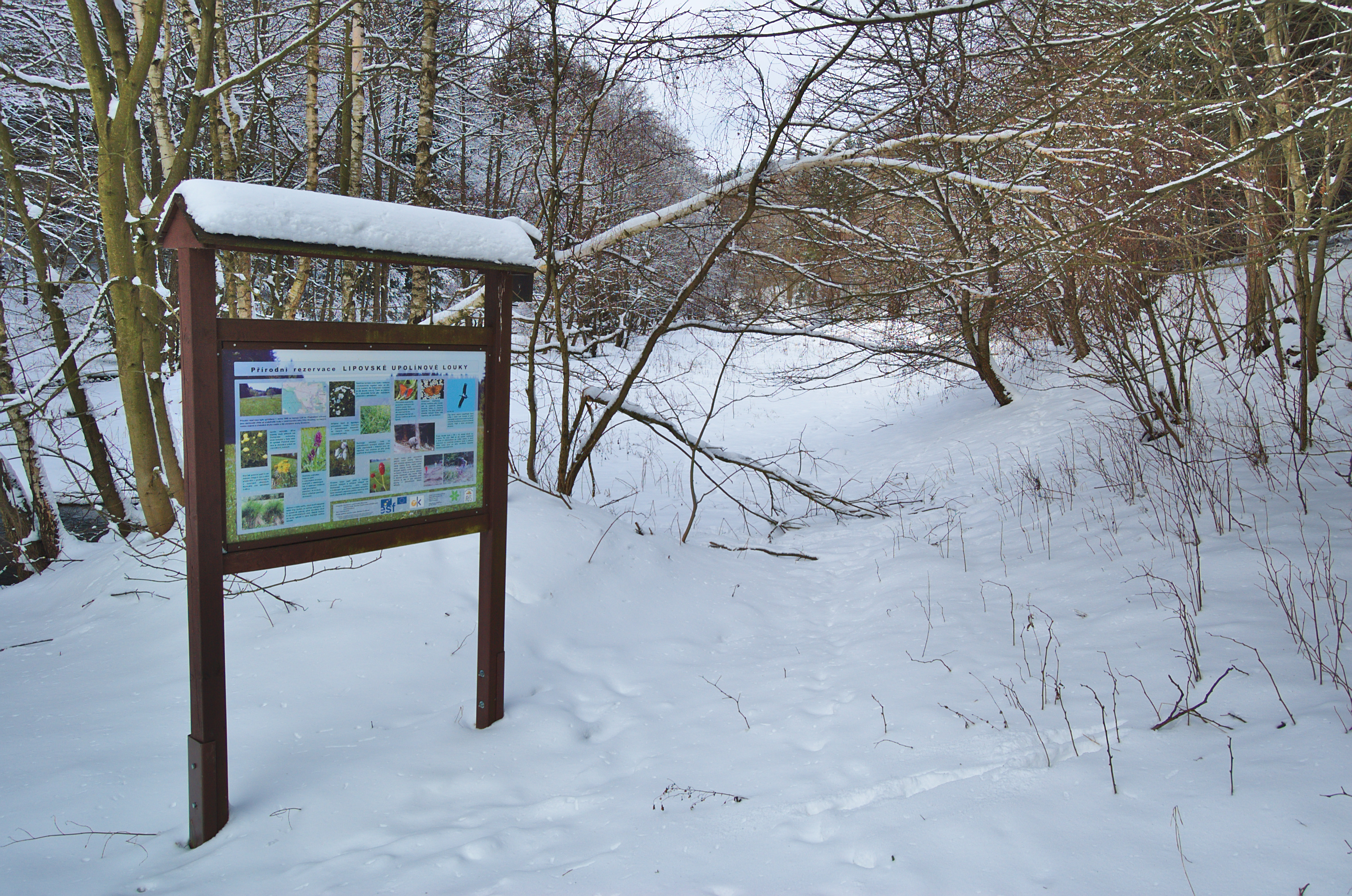
Jihozápadní okraj s informační tabulí pro turisty
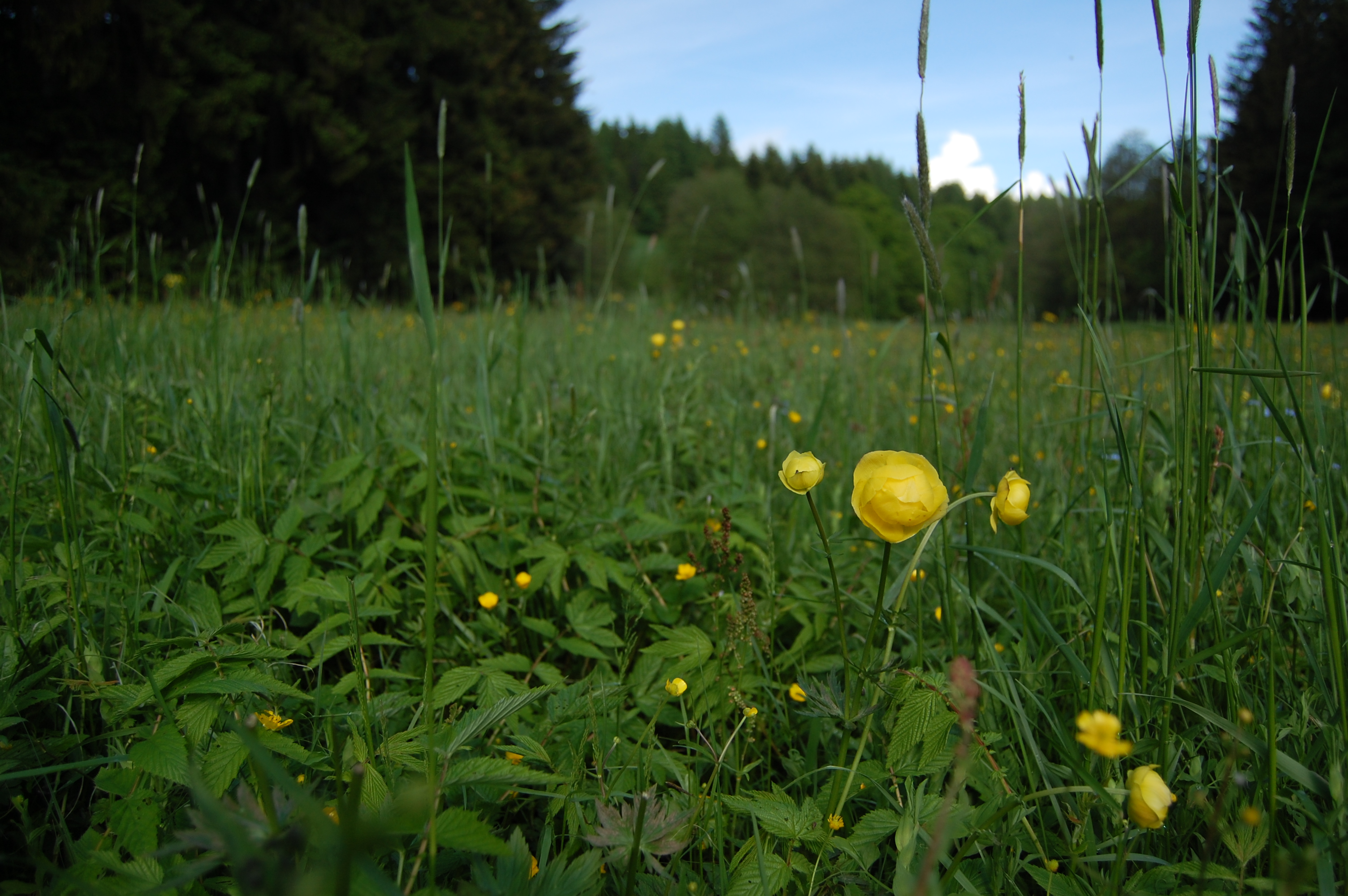
Kvetoucí upolíny v lokalitě
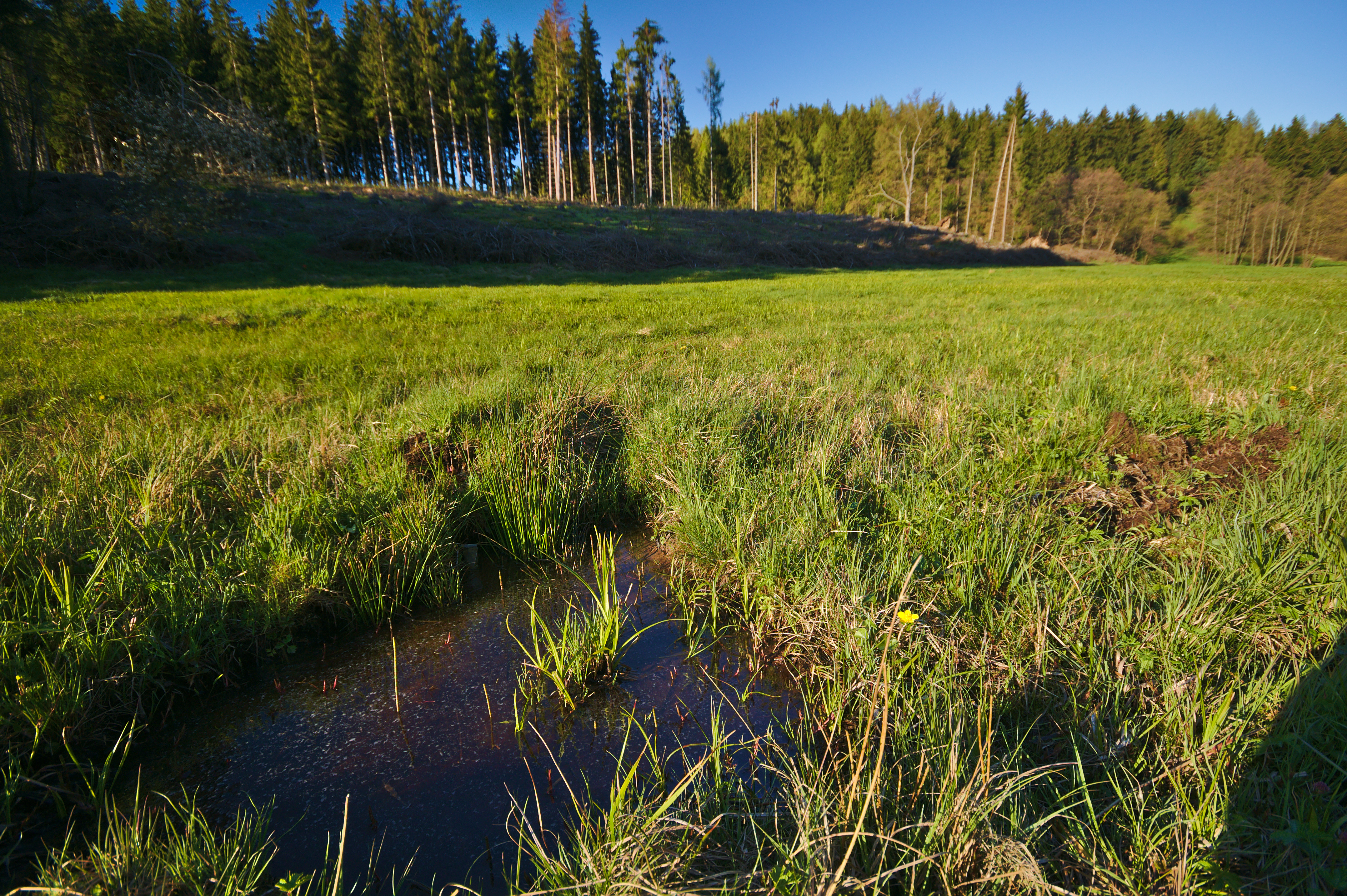
Mokřadní část
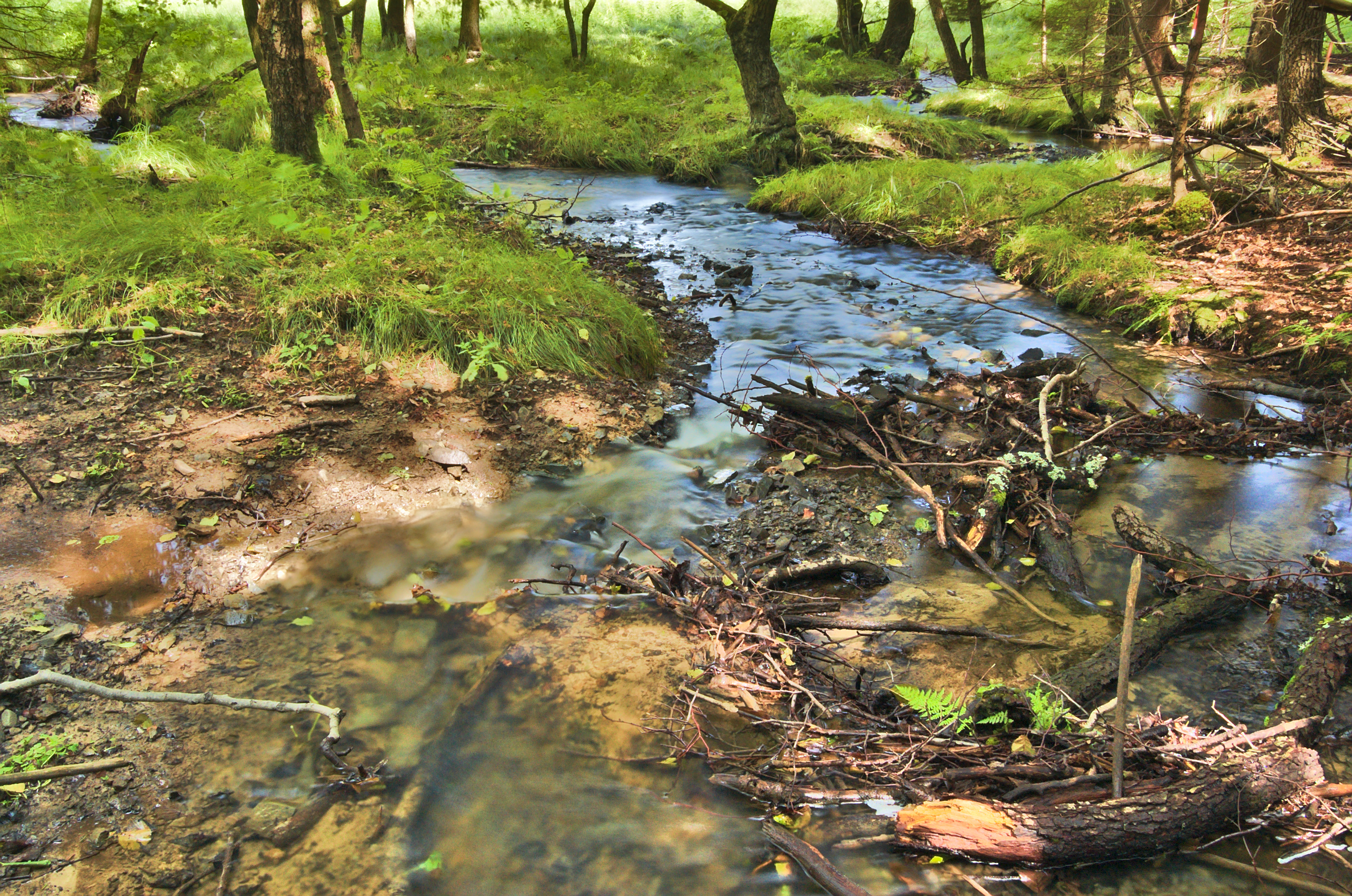
Soutok dvou ramen Hloučely
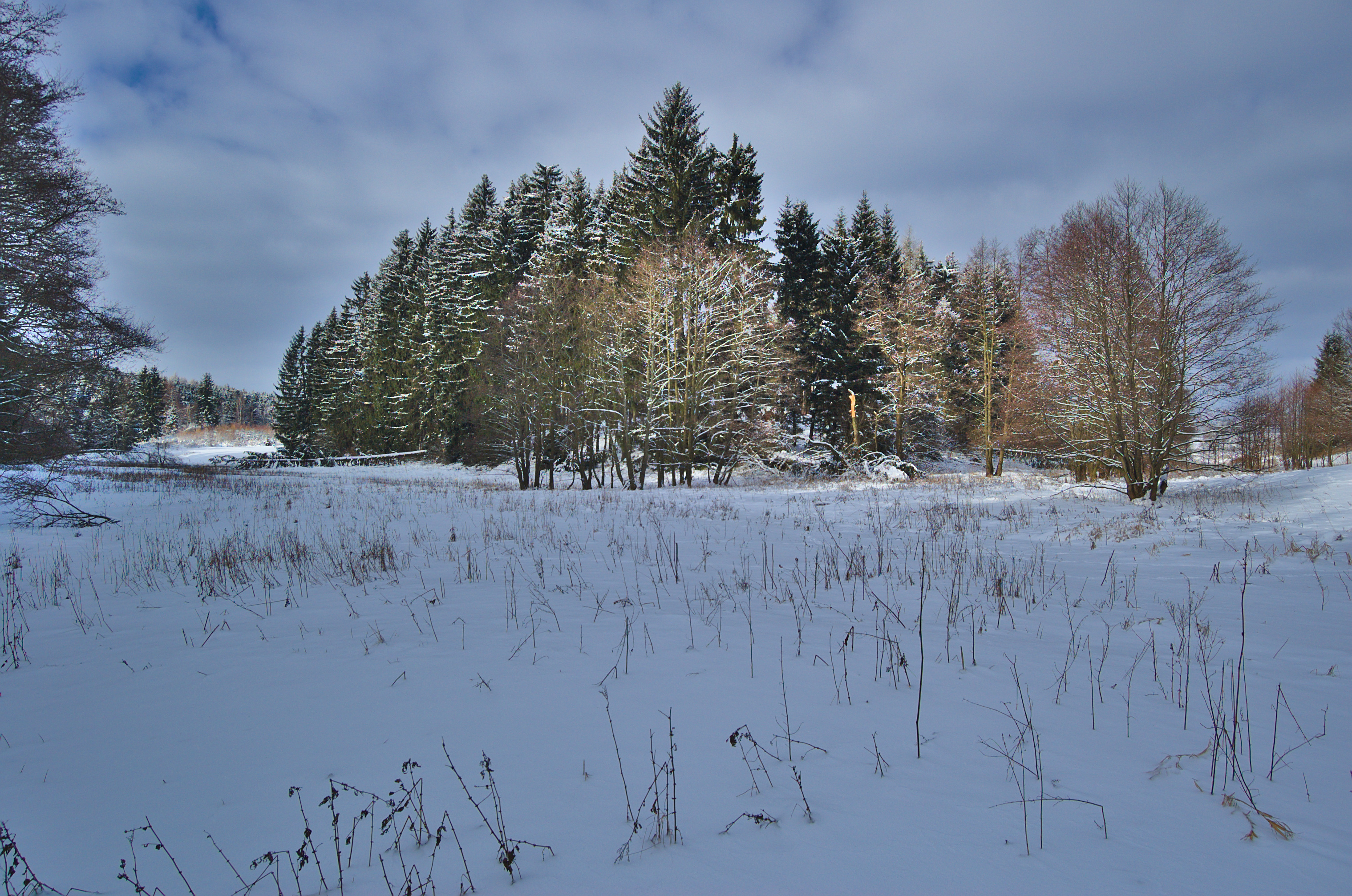
Lokalita v zimě
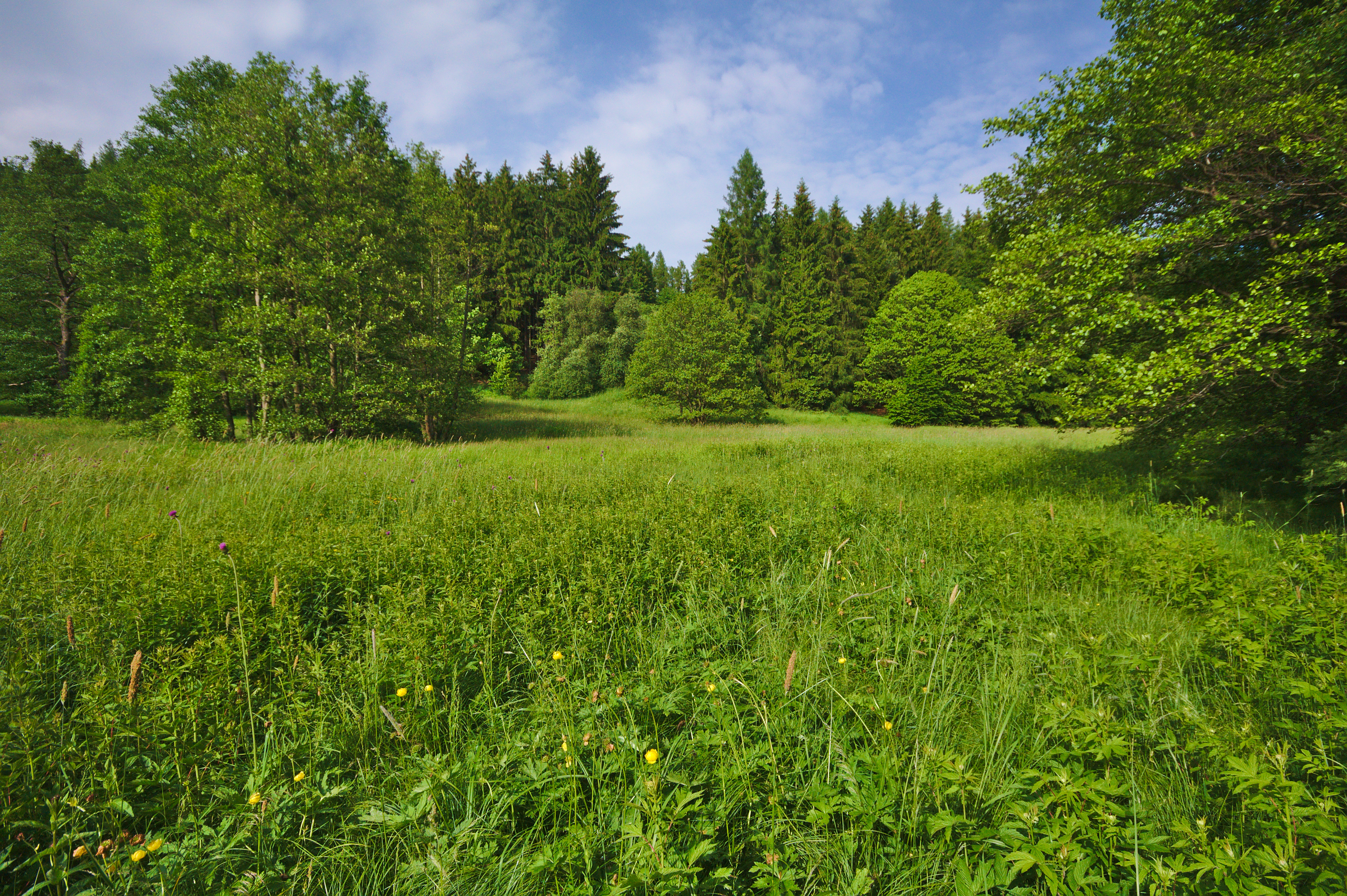
Lokalita v červnu
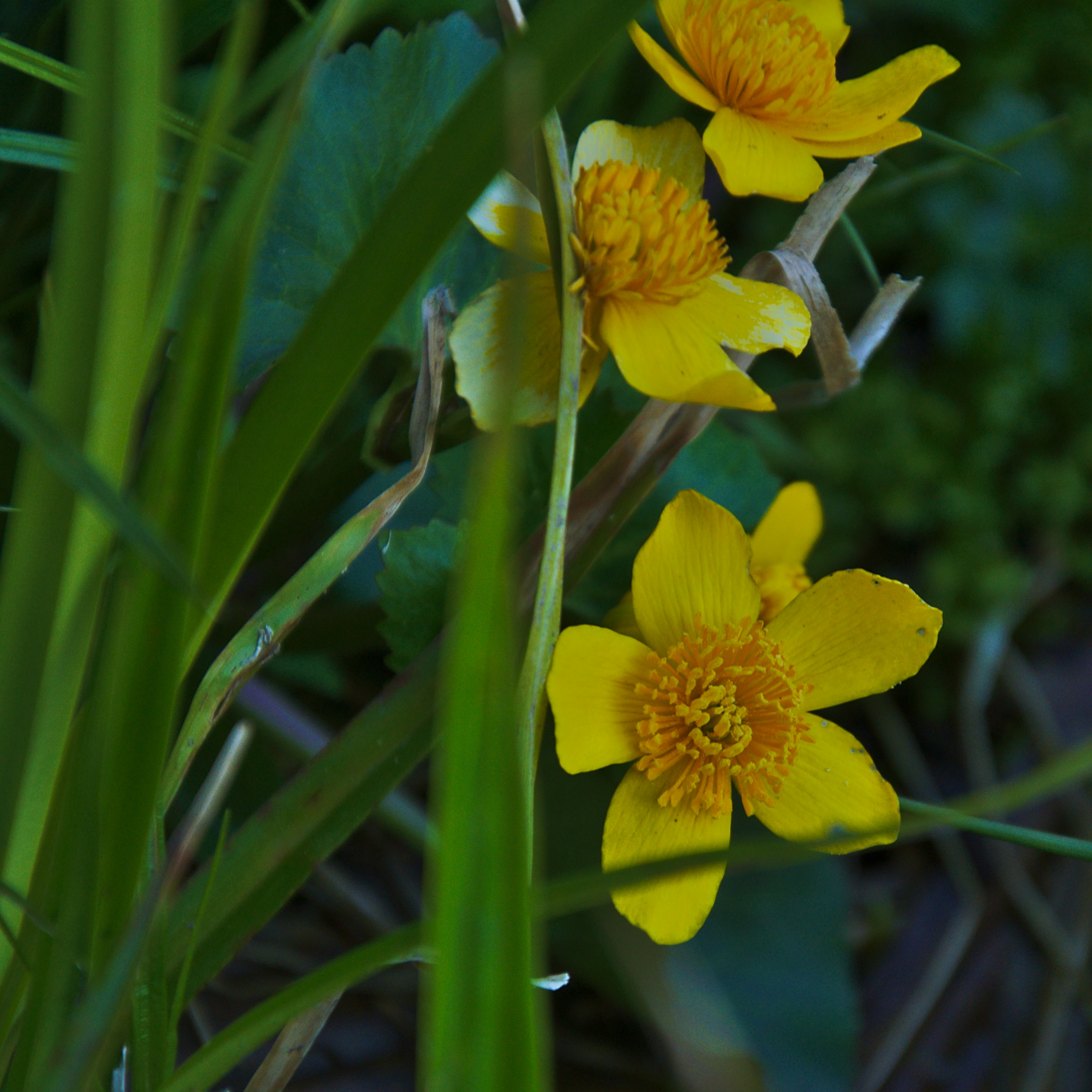
Blatouch kvetoucí v chráněném území